# Paquetá (eiland)
Paquetá (Portugees: Ilha de Paquetá) is een Braziliaans eiland gelegen centraal in de Baai van Guanabara en behoort tot de stad Rio de Janeiro. Paquetá is een woord in het Tupi en betekent "veel Paca's".
Het eiland is het op Governador na grootste van de 113 eilanden in de baai. Er leven 3.361 inwoners op het 1,2 km² grote eiland wat het relatief dicht bevolkt maakt. Het hele eiland is een autovrije zone zodat het vervoer op het eiland beperkt is tot fietsen en paardenkarren.
Op het eiland groeien twintig baobabs, de enige in heel Brazilië met uitzondering van een baobab in de Passeio Público in Fortaleza. Een van de baobabs wordt aangeduid als Maria Gorda wat zoveel wil zeggen als Dikke Maria. Het plaatselijk gebruik is de boom te kussen ten einde geluk te ontvangen.
Voor de Tupi was het eiland tot het einde van de 15e eeuw hun jacht- en leefgebied. De Franse ontdekkingsreiziger André de Thevet claimde het eiland in december 1555 en koning Hendrik II riep het uit tot Frans gebied in 1556. Samen met Governador, toen nog Paranapuã in Tupi, waren de twee eilanden bolwerken van de Franse weerstand tegen de Portugese bezetting. De Portugezen wonnen evenwel de strijd en het eiland werd in twee stukken verdeeld en toegewezen, Campo werd aan Inácio de Bulhões geschonken, Ponte aan Fernão Valdez. Deze opdeling van het eiland in Campo en Ponte is tot op de dag van vandaag merkbaar in het cultureel en sociaal leven op het eiland.

## Geboren
- João Carlos Campos Wisnesky, "Carlos" (1943), guerrillero, voetballer en arts

## Galerij

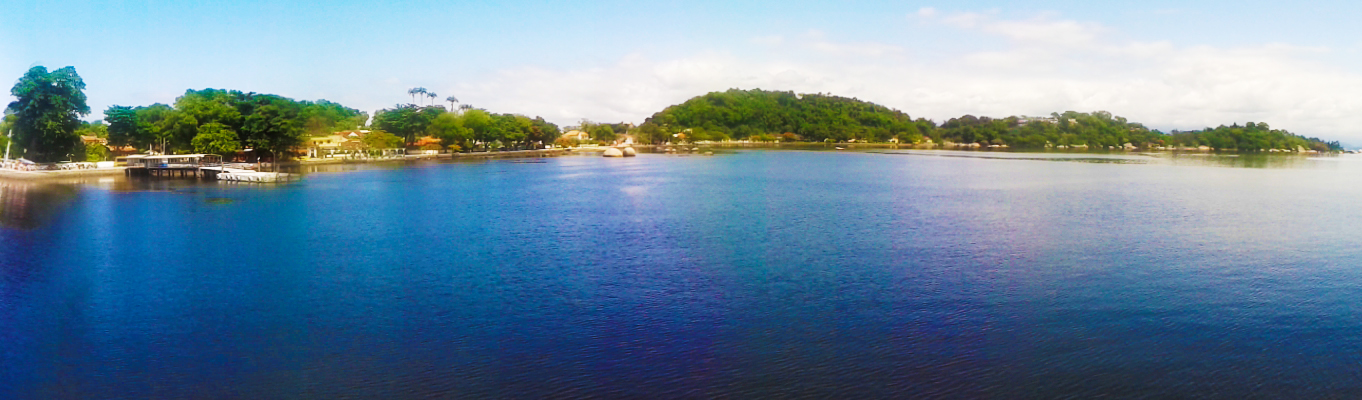
Paquetá